# Ranah (Kampar)
Ranah is een bestuurslaag in het regentschap Kampar van de provincie Riau, Indonesië. Ranah telt 2913 inwoners (volkstelling 2010).